# Martin Hattala
Martin Hattala, né le 4 novembre 1821 à Trstená dans l'actuelle Slovaquie et mort le 11 décembre 1903 à Prague, était professeur de slavistique à l’Université de Prague. Il entra au séminaire et fut ordonné prêtre en 1848. En publiant Grammatica linguae slovenicae collatae cum proxime cognata bohemica, il se fit remarquer par les savants de l’époque. En 1854, il fut nommé professeur de slavistique à l’Université de Prague, succédant à František Ladislav Čelakovský sur ce poste. Après avoir été confirmé en tant que professeur titulaire, ses travaux perdirent progressivement leur valeur scientifique. À partir des années 1870, il ne travailla plus et il chercha à provoquer des querelles scientifiques.

## Œuvres
- Grammatica linguae slovenicae collatae cum proxime cognata bohemica (1850)
- Krátka mluvnica slovenská (1852)
- Zvukosloví jazyka staro- i novo českého a slovenského (1854)
- Skladba jazyka českého (Prague 1855)
- Srovnávací mluvnice jazyka českého a slovenského (1857)
- Mluvnica jazyka slovenského I., II. (1864, 1865)
- Počátečné skupeniny souhlásek československých (1870)
- Brus jazyka českého. Příspěvek k dějinám osvěty vůbec a slovanské i české zvláště (1877)